# Kościół Najświętszej Maryi Panny Królowej Polski w Mątawach
Kościół Najświętszej Maryi Panny Królowej Polski w Mątawach – katolicka świątynia parafialna w Mątawach wzniesiona w 1898 jako kościół mennonicki.

## Historia
Mątawy (niem. Montau) były pierwszą wsią mennonicką na lewym brzegu Wisły powyżej Żuław. W 1568 powstał tu pierwszy, szachulcowy dom modlitwy, kryty strzechą. W 1898 na jego miejscu pobudowano nową świątynię. Głównym fundatorem kościoła była diakonisa Marie Schröder. W 1899 w obiekcie zamontowano organy. W 1947 budynek przejęty został przez Kościół katolicki. Jest we władaniu parafii Najświętszej Maryi Panny Królowej Polski w Mątawach, którą erygowano 13 grudnia 1982.

## Architektura
Jest to obiekt zbudowany z cegły na planie prostokąta w stylu neogotyckim, jednonawowy, bezwieżowy, pokryty dwuspadowym dachem. Od wschodu do nawy przylega półkolista absyda przeznaczona na prezbiterium. Obiekt posiada zakrystię i jest orientowany. "Od frontu ozdobny ryzalit imitujący kruchtę wejściową, zegar oraz mała wieżyczka - sygnaturka nakryta wysmukłym daszkiem. Szczyty wschodni i zachodni ozdobione gzymsem schodkowym". W świątyni zachowały się oryginalne witraże przedstawiające figuralne sceny biblijne, w tym motyw Chrystusa przyjmującego chrzest od Jana Chrzciciela oraz Chrystusa w domu Marii i Marty.

## Tablice pamiątkowe
Wewnątrz kościoła wisi tablica z 1998 upamiętniająca miejscowych mennonitów. Przy kościele umieszczono pięć tablic w formie steli:
- z historią wsi (dwie sztuki),
- z historią kościoła,
- upamiętniającą Menno Simonsa,
- z cytatem z Pierwszego Listu do Koryntian: Fundamentu bowiem nikt nie może położyć innego, jak ten który jest położony, a którym jest Jezus Chrystus[4].